# Шарлота Йохана фон Валдек-Вилдунген
Шарлота Йохана фон Валдек-Вилдунген (на немски: Charlotte Johanna von Waldeck-Wildungen; * 13 декември 1664, Аролзен; † 1 февруари 1699, Хилдбургхаузен, погребана в Заалфелд) е графиня от Валдек-Вилдунген и чрез женитба херцогиня на Саксония-Кобург-Заалфелд (2 декември 1690 – 1 февруари 1699).

## Живот
Дъщеря е на граф Йосиас II фон Валдек-Вилдунген (1636 – 1669) и съпругата му графиня Вилхелмина Кристина фон Насау-Зиген († 1707), дъщеря на граф граф Вилхелм фон Насау-Хилхенбах (1592 – 1642) и графиня Кристина фон Ербах (1596 – 1646). Внучка е на граф Филип VI фон Валдек-Вилдунген и на графиня Анна Катарина фон Зайн-Витгенщайн.
Шарлота Йохана се омъжва на 2 декември 1690 г. в Маастрихт за херцог Йохан Ернст фон Саксония-Кобург-Заалфелд (1658 – 1729) от рода на Ваймерските Ернестински Ветини, основател на Дом Саксония-Кобург-Заалфелд, син на Ернст I. Тя е втората му съпруга.
Чрез нейния син Франц Йосиас тя става прапрабаба на крал Леополд I от Белгиия и прапрапрабаба на кралица Виктория от Великобритания.

## Деца
Шарлота Йохана и Йохан Ернст имат децата:
- Вилхелм Фридрих (1691 – 1720)
- Карл Ернст (1692 – 1720)
- София Вилхелмина (1693 – 1727)

∞ 1720 княз Фридрих Антон фон Шварцбург-Рудолщат (1692 – 1744), син на Лудвиг Фридрих I
- Хенриета Албертина (1694 – 1695)
- Луиза Емилия (1695 – 1713)
- Франц Йосиас (1697 – 1764), херцог на Саксония-Кобург-Заалфелд

∞ 1723 Анна София фон Шварцбург-Рудолщат (1700 – 1780)
- Хенриета Албертина (1698 – 1728)